# 三陽迪爵125
迪爵125（DUKE125）是一部由臺灣三陽工業與日本本田技研工業合作設計生產的四行程速克達機車。因獨特外觀、良好的妥善率與改裝可玩性，而獲得口碑。
迪爵125在1991年7月發表後即引起熱烈討論，與其雙生車種光陽豪邁125競爭激烈，戰況在1990年代末達到巔峰，兩車銷售皆突破百萬輛，隨處可見，有國民車之美稱，直至今日，能見度仍高。
迪爵125和豪邁125因為車身大小和級距適中，在當時二行程為主流的臺灣機車市場開拓出新的道路，並取得成功，也因為如此，直接導致臺灣機車市場走向四行程125cc速克達的時代，並在幾年之內，使台灣道路上原先與速克達平分天下的跨坐打檔車能見度迅速降低。
迪爵125總共販售過四種型號：SP（斜板鼓煞）、SR（斜板碟煞）、SD（可動鼓煞）、R（可動碟煞）

## 設計和環境

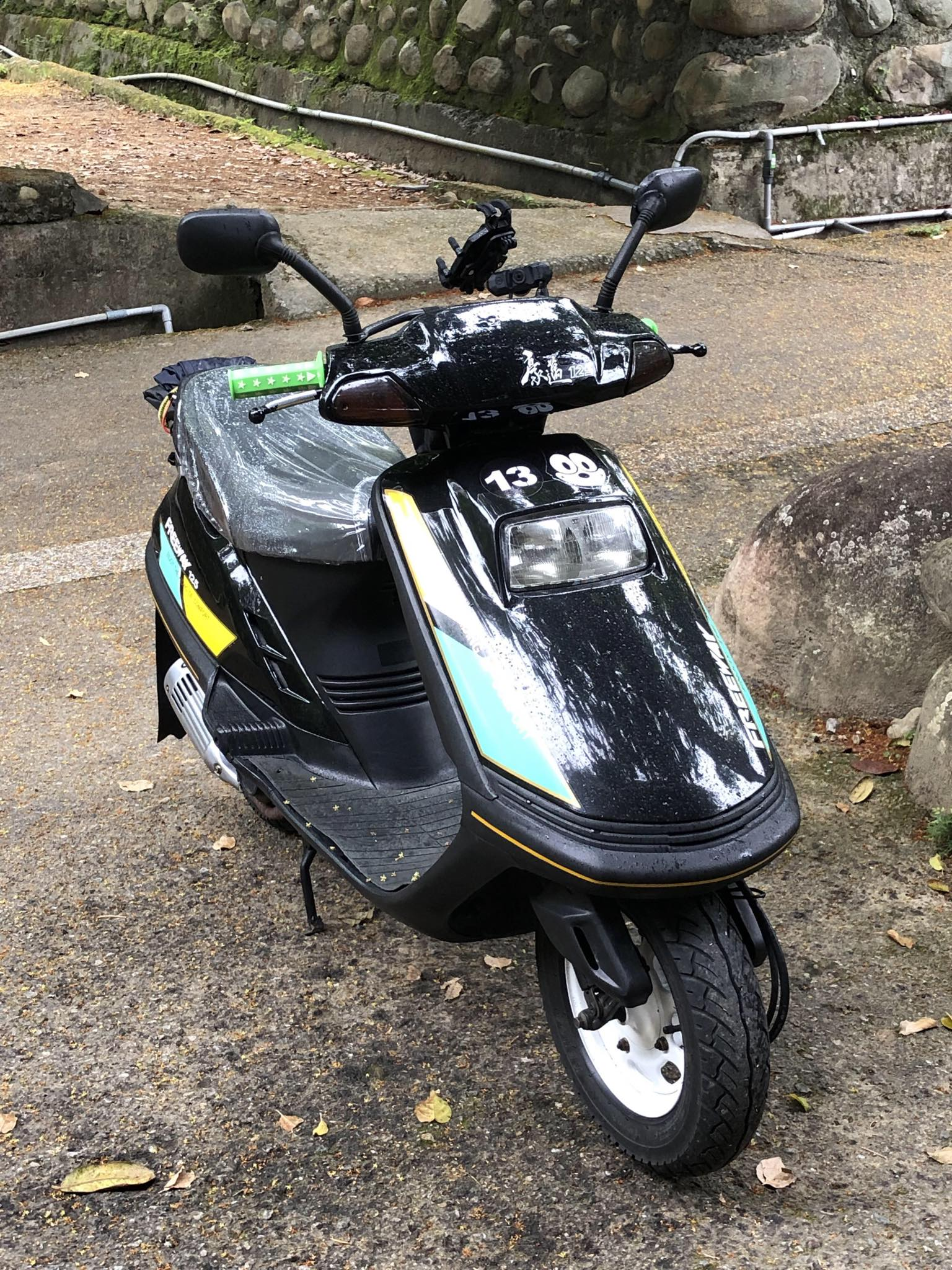
豪邁125。

1990年二月中旬，光陽機車之熱銷機種豪邁125上市。因原先三陽機車推出與豪邁125打對台的二行程機種迪飛Difa125在市場上的表現呈現差距，三陽工業遂要求本田提供與豪邁125相同的引擎。
在本田的要求下，三陽提出了以汽車為概念的設計思路：雙車頭大燈、包含方向燈的車體保險桿、黃色的車燈等等，與豪邁的斜板上大燈不同，迪爵125將雙大燈的概念呈現為傳統的車手上大燈，成為迪爵車系標誌性的形象。
三陽將此定義為以本田Spacy125引擎為基礎進化的機種。

## 車型和變種（GY6）

### 迪爵125
1991年8月12日，迪爵125-SP正式投入量產。
1991年8月15日，三陽機車開放預購三台新車型，包含：飛馳50SR、飛馳100SR、迪爵125-SP。因為是三台車（三車為轟）同時上市的緣故，三陽將此活動命名為：「'91三陽機車轟動計畫」。
1991年9月1日，迪爵125-SP正式上市，雜誌記載官方售價為49,500元。
產品訴求大致為：
- 省油、強勁、低汙染的全新第二代四衝程125引擎
- Double-Twin 雙貓眼型的車頭大燈
- 大型隔熱式（MET-IN）置物空間

當時推出時的形象標語為「每個人都有自己的戰場」「跨上迪爵，不再赤手空拳」，搭配當紅明星庹宗華代言的電視廣告，主打年輕男性市場。後來不久，也有針對女性推出的可動式（SD）版本。並有著新推出的顏色，以及和斜板式不同的車身顏色搭配。
1992年1月9日，迪爵125-SR投入量產，並於不久後上市。前剎車使用160mm圓形碟盤、對二卡鉗的碟式剎車，後來也新增了可動式碟煞（R）版本。除此之外，實地取景自青藏高原的電視廣告也引起討論。
以上車型在民間時常稱為＂一期迪爵＂，通常是指具有：車頭無風鏡、金黃壓花大燈、三件式前保桿、坐墊有造型線條、傳動蓋凹刻＂HONDA＂字樣、綠光儀表板...等等特點的前期迪爵125，在部分玩家眼中具有收藏價值。
初代（一期）的迪爵125-SP於1992年10月3日停產，SR版則在1992年8月20日停產。不過一直到1990年代末期，在中國大陸地區，還是能買到初代的迪爵125-SP新車，其中大多是黑色款。

### 世紀迪爵125

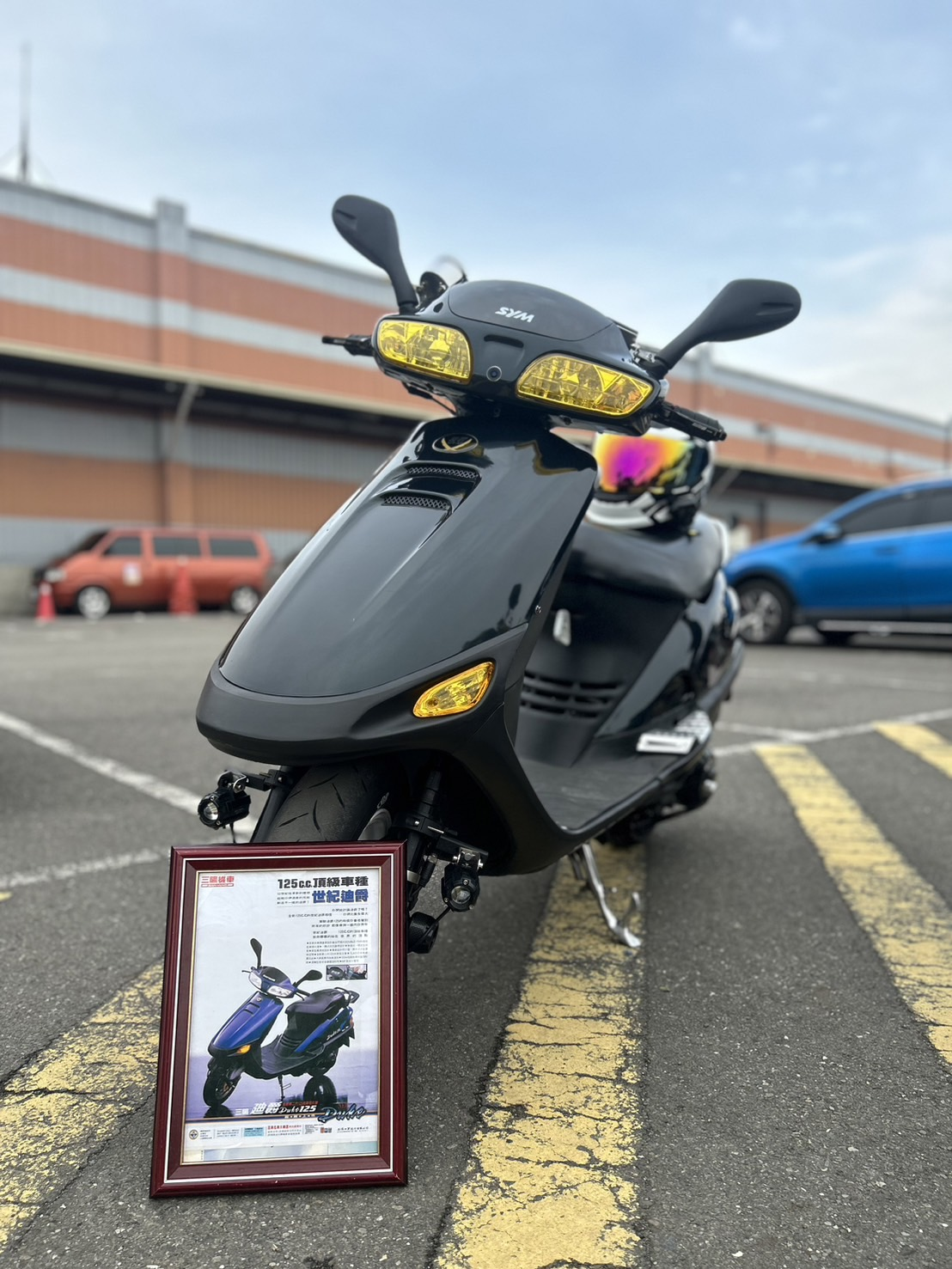
世紀迪爵與其海報。

三陽機車在迪爵125上市後，廣納收集各界消費者對其的意見與指教後，著手開發的改良車型。
世紀迪爵於1993年7月上市，形象色彩從鮮明年輕，變得沉穩內斂並面向全年齡層，車系有了以下改變：增加斜板車標徽章、PASSING超車燈、新型儀表板、車廂內小燈（後期取消）、電鍍排氣管防燙蓋、一體式保險桿、鋼塑一體式後座握把等等。引擎方面導入空氣二次噴射系統（A.I.）以及油氣蒸發回收系統（E.E.C）等排放污染防治裝置。
世紀迪爵亦是迪爵車系銷售量及能見度最高的車型，截至1998年，迪爵車系銷售約600,000輛。（世紀迪爵車系於2001年11月30日停產）。

### 夢幻迪爵125
1996年推出，主打男性斜板市場，將迪爵原本標誌性的車頭雙大燈，改為車頭斜板上單顆大燈，外型接近光陽豪邁125，未獲同原版的歡迎程度，於三年後停產。2000年代初期，在中國大陸販賣，因其外觀類似三陽當地販賣的另一款車＂三陽風速＂（外型接近迪爵150），機型又稍小，故得名：＂三陽小風速＂。

### 風雲迪爵125、150

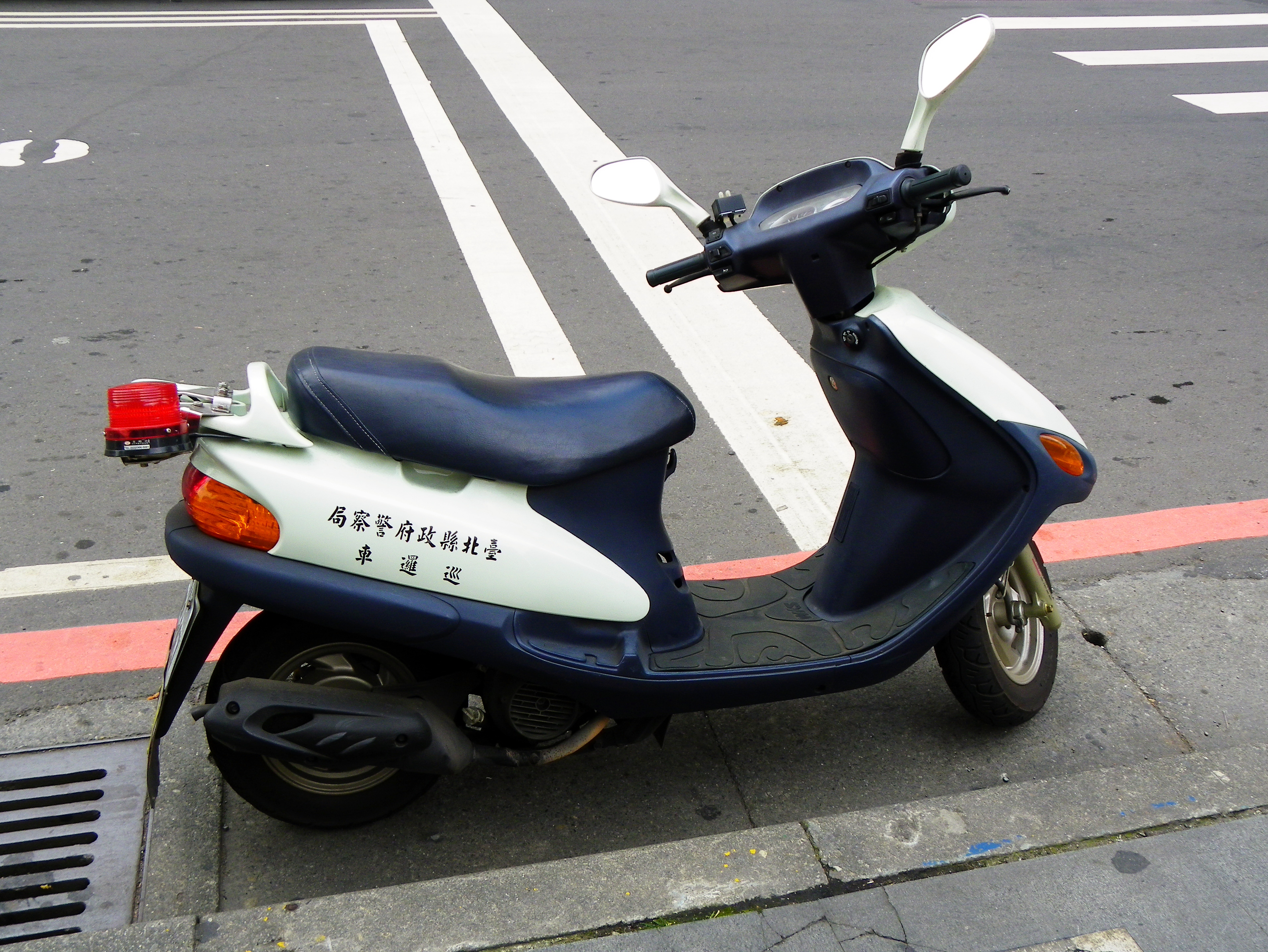
警用巡邏車之風雲迪爵。

1998年推出並一直生產至2000年代末，造型大改，在原迪爵的基礎上使用更加圓潤的線條，搭配晶鑽大燈，並導入電鍍陶瓷汽缸。同年也推出可動式版本，取名「真情125」。當時台灣各地區警察局均有單位添購150版本作為警用機車。

## 引擎

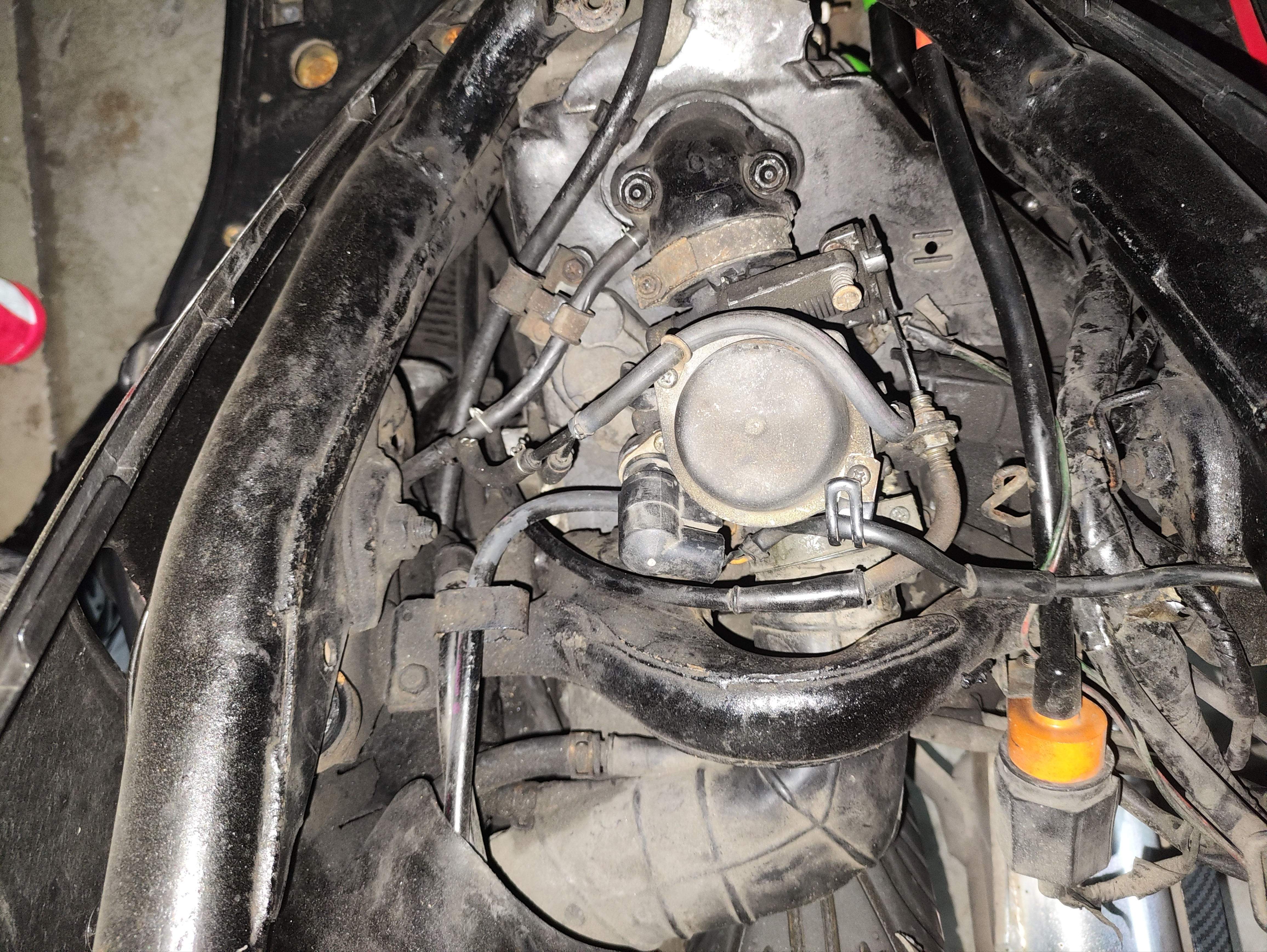
GY6引擎在迪爵125引擎室內的樣子。

GY6（JF04E）是一款四行程124cc、單缸2汽門、單凸輪軸（SOHC）強制氣冷水平式速克達引擎，除了迪爵125及豪邁125外，世界各地都可見到搭載此引擎的機種。不過本田技研在1995年8月才進行發表並搭載在自家車型Spacy125之新款，日規馬力為11PS。
前期，豪邁125及迪爵125化油器均搭載號數#110的主噴油嘴，副噴油嘴前者號數為#38，後者為#35。後期則統一為主噴油嘴#108，副噴油嘴#35，減少噴油量以達到排放標準，動力則有感調降。
| 規格                         | 迪爵125        |
| ---------------------------- | -------------- |
| 總排氣量                     | 124.6cc        |
| 壓縮壓力（公斤平方公分/RPM） | 12.8/570       |
| 內徑x行程（mm）              | 52.4x57.8      |
| 壓縮比                       | 9.2:1          |
| 機油容量                     | 0.9公升        |
| 齒輪油容量                   | 0.11公升       |
| 最高速度                     | 89.3KM/H以上   |
| 最大馬力（匹/RPM）           | 8.6/7,500      |
| 最大扭力（公斤米/RPM）       | 0.95/4000      |
| 化油器形式                   | PD24J（VE45A） |
| 火星塞形式                   | C7HSA          |
| 點火方式                     | C.D.I.電子點火 |
| 怠速迴轉數（RPM）            | 1600 至 1800   |

資料來源：迪爵125-SP 修護手冊

## 新世代（M92、H6T）

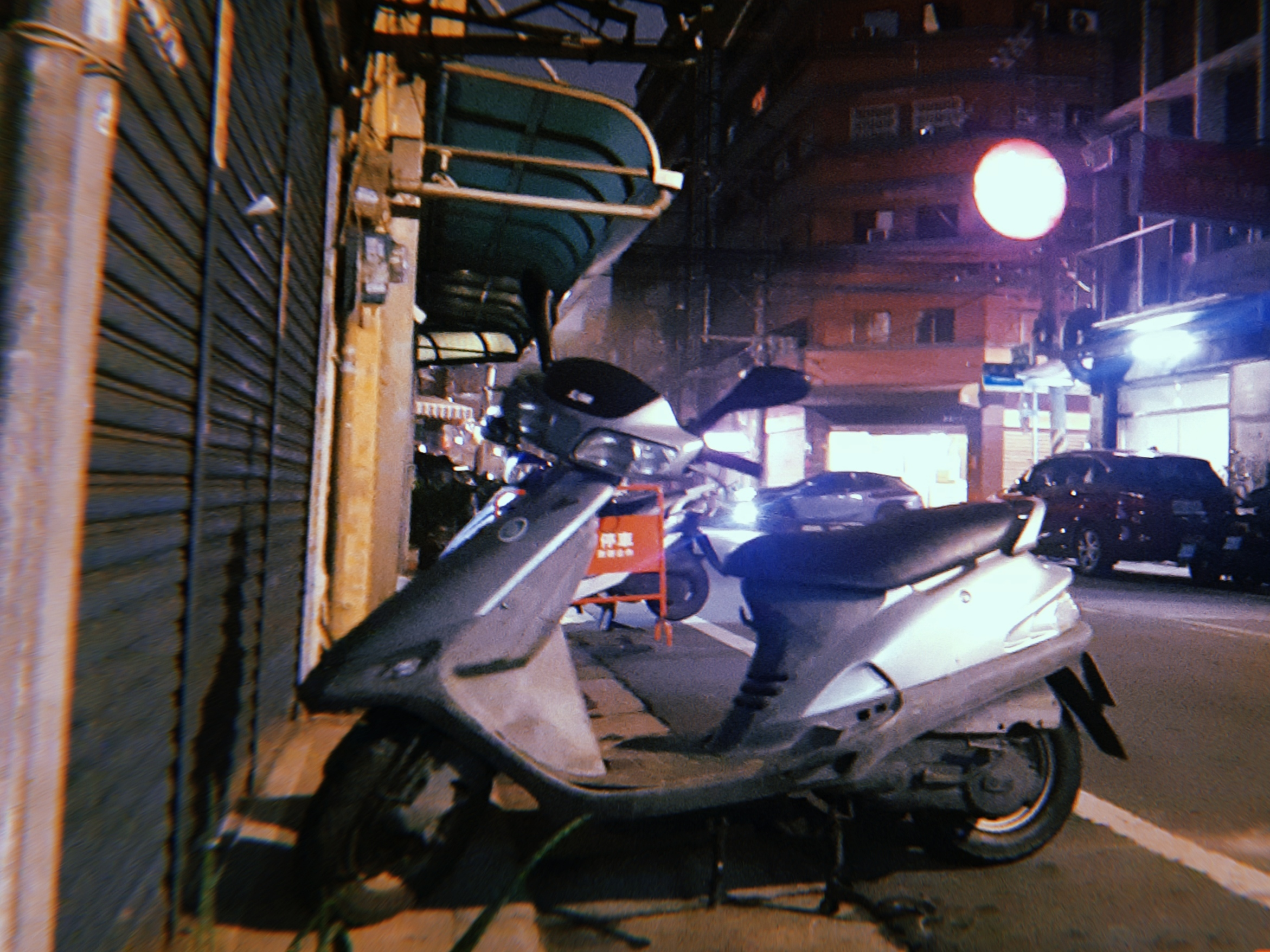
搭載新引擎的迪爵125。

因三陽工業與本田技研於2002年結束技術合作，迪爵125車系一路上在用料及車身塗裝也有一些改變，與本田的關係及血統慢慢疏遠。從世紀迪爵完售起，迪爵125全車系之碟煞版本皆停售（迪爵125-SR、迪爵125-R），且鼓煞版本之剎車鼓內直徑加大至130mm（原110mm）。

### 迪爵125
2001年2月1日量產，且在同年推出的迪爵125改款，外觀上沒有太大變化，並重新以＂迪爵125＂之名取代世紀迪爵車系，但內部引擎已進行替換，使用在原先GY6之引擎系統進行改進、並改為使用陶瓷電鍍汽缸的新引擎（代號M92），最大馬力提升至9.8匹，後來又改用代號H6T的引擎。
可動式於2007年9月1日停產，斜板式則為9月10日。

### 火焰迪爵125
2004年3月24日投入量產，於同年推出，調整配色及塗裝。使用改為一體式缸頭的新引擎（代號H6T），曲軸、化油器及變速配置亦不同，壓縮比提升至11.2:1，馬力提升至10.8匹，2007年9月1日停產。

### 火速迪爵125
與火焰迪爵幾乎同時面市，此時迪爵125總銷量已突破1000,000輛。調整配色及塗裝，及新增潛望油壓式避震器，以取代原先的TLAD避震器，2007年9月1日停產。

### 競速迪爵125
可動式於2005年8月5日量產，斜板式則於8月22日，並於同年推出，並新增以下配備：LED一體式尾燈（反光片由尾燈殼移至擋泥板）、全角度晶鑽反射面大燈、坐墊下防盜斷電開關、觸控式坐墊開關等等。其藍白色調火焰塗裝的特仕版也成為大眾對迪爵125新車的最後深刻印象。
在2006年6月10日到2007年5月1日間，還有生產了一批銀色的斜板式迪爵。

### 烈焰迪爵125
約2000年代末，因五期環保法規的發布及實施，臺灣機車工業已漸漸不生產化油器新機車，大約在該時期推出：迪爵125的最終款式。
在2008年末的三陽機車官方網站上，除了風雲車系，迪爵125已不復存在。

### 引擎的不同之處及影響
- 主要可以透過外觀分辨舊引擎（GY6）和新引擎的方法有以下：新車型腳踏啟動改為腳踏桿體在軸心的後方（向車頭方向踩），且傳動外蓋改為塑膠、新引擎車款之斜板車標為盾形，空濾集氣箱造型不同、新車型輪框剎車鼓較大、排氣管、新車型使用潛望式前避震、新款車型儀錶板大多為地球儀式樣、軸距較長等等。
- 兩部新引擎之間主要的分別方法有：M92之齒輪油注入孔是面向車尾、HAM為一體式缸頭、M92之腳踏啟動桿體較為向上彎曲等。
- 迪爵125所使用的新引擎都是基於原GY6引擎進行優化改良，例如改用一體式缸頭、改良進排氣等等。M92、HAM也廣泛發展出、並搭載在其他車型，例：高手125、悍將125等等。
- 因為迪爵125同一車系使用三種引擎的關係，在維修及保養時，容易令人混淆應該使用的零件型號。

## 缺點
迪爵125車系實際上搭載1980年代末程度的工業科技硬體，即便妥善率良好，也有許多令消費者詬病的問題：

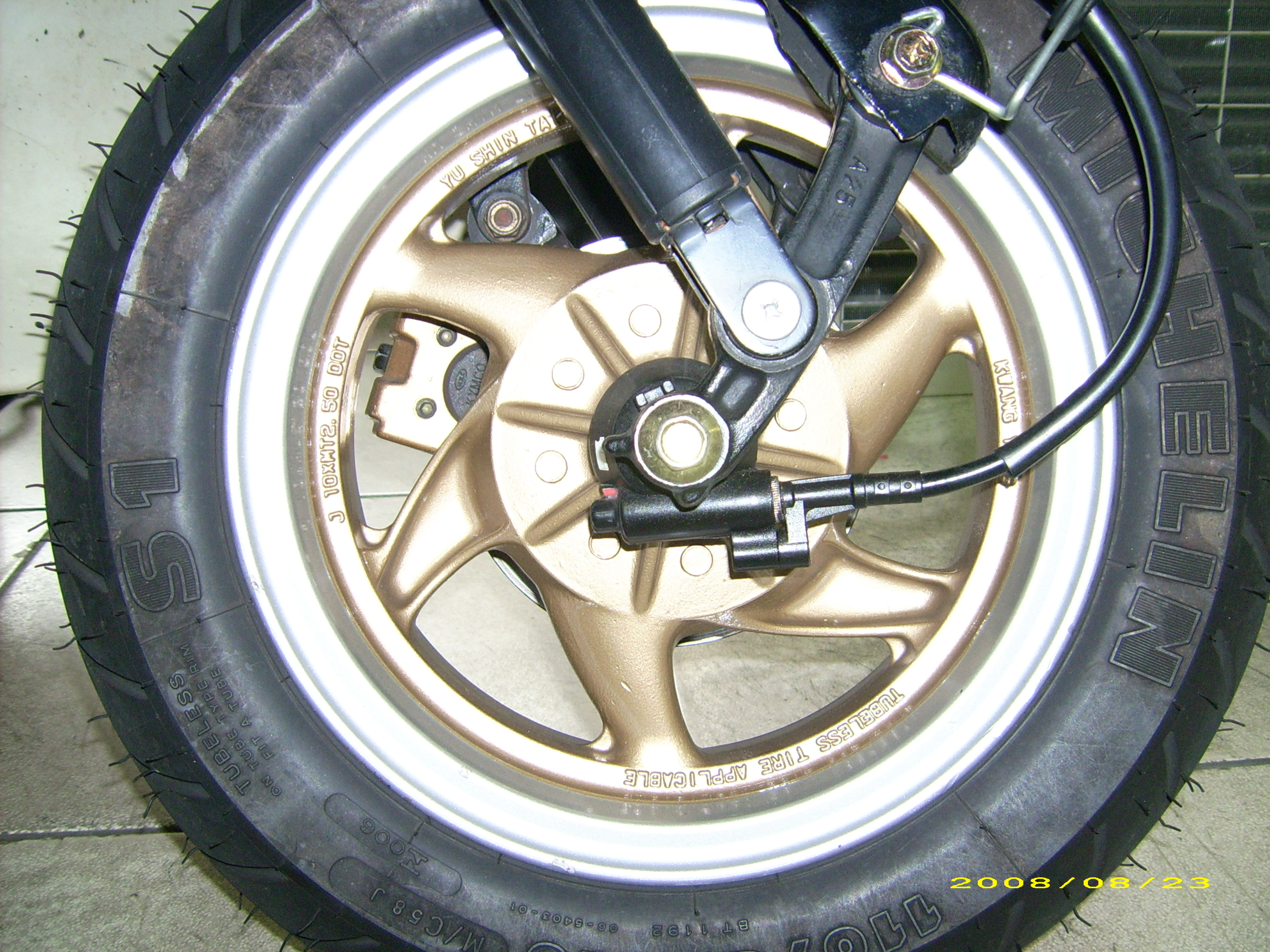
Trailing Link & Anti Dive SUS.(TLAD避震系統）

- 避震效果差且前輪容易偏歪和產生異音的TLAD搖臂式前避震系統
- 使用壽命短且支撐不足的後避震器
- 前中期車型底部電瓶槽位排水設計不良（造成車架鏽蝕乃至斷裂）
- 照明系統亮度及電系供電不足
- 鼓式剎車力道不足（新世代改為130mm剎車鼓有所改善）
- 鑰匙防盜系統各車版型差異不大，造成易竊
- 突出的傳動外蓋導致左側過彎傾角受限
- 最終傳動齒輪箱之齒輪會隨時間產生因間隙而造成異音（飛機聲）車架斷裂的迪爵125。

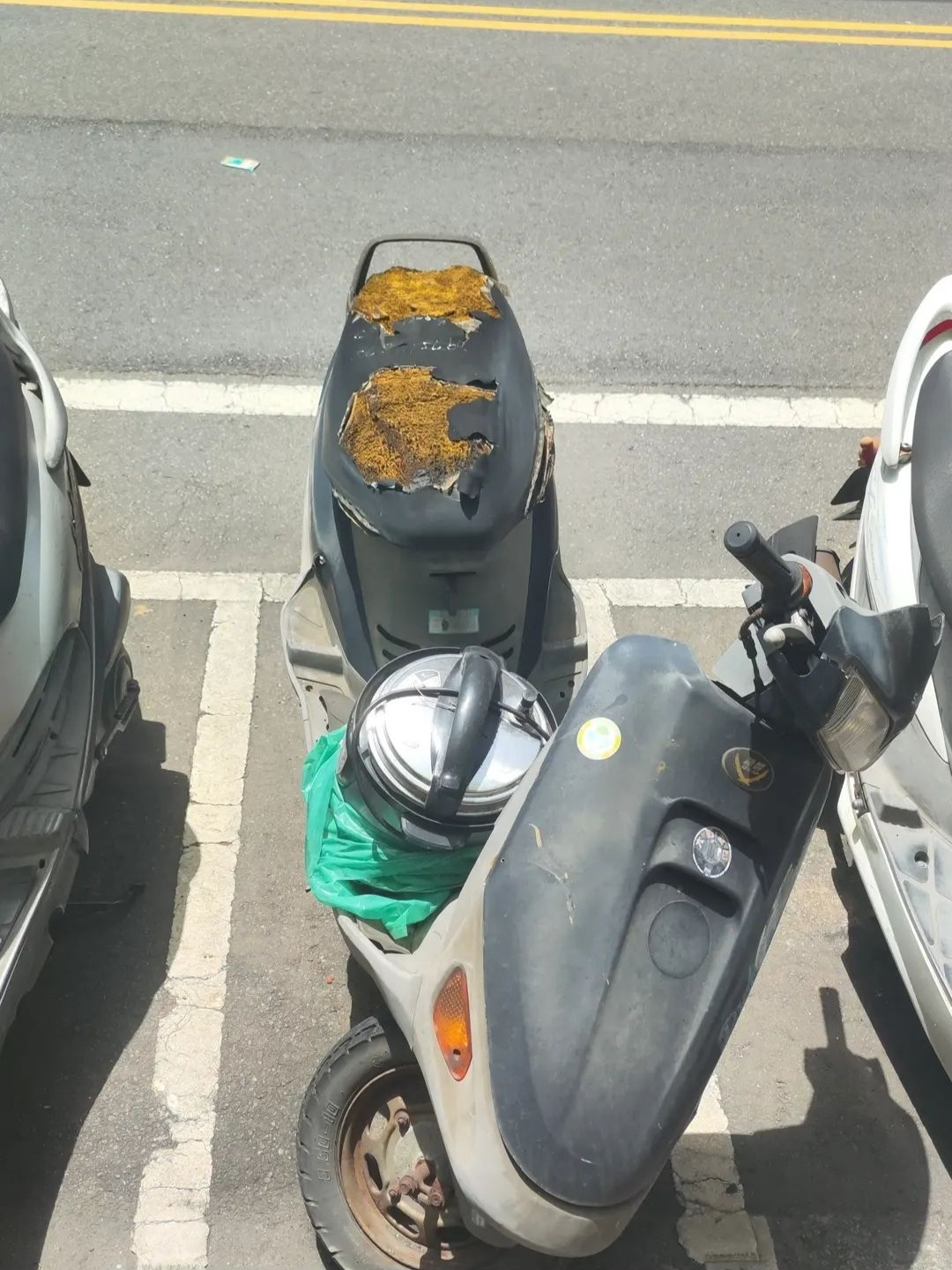
車架斷裂的迪爵125。

以上或未列出的缺點令改裝市場出現了繁多套件對應，且大部分可以解決。

## 流行文化及影響

### 社會
迪爵125是一部已經停產多年的機型，在臺灣機車的歷史上具有舉足輕重的地位，即便已停產多年，在台灣的街道上，能見度仍極高，與豪邁125同有著國民車的稱號，在許多影視及藝術作品如電影：我的少女時代中也可見其芳蹤。在1990年代以前，機車普遍都沒有內置大型的置物空間，迪爵與豪邁的座墊下置物空間（MET-IN），改變了臺灣人的生活型態及用車習慣。

### 改裝及飆車

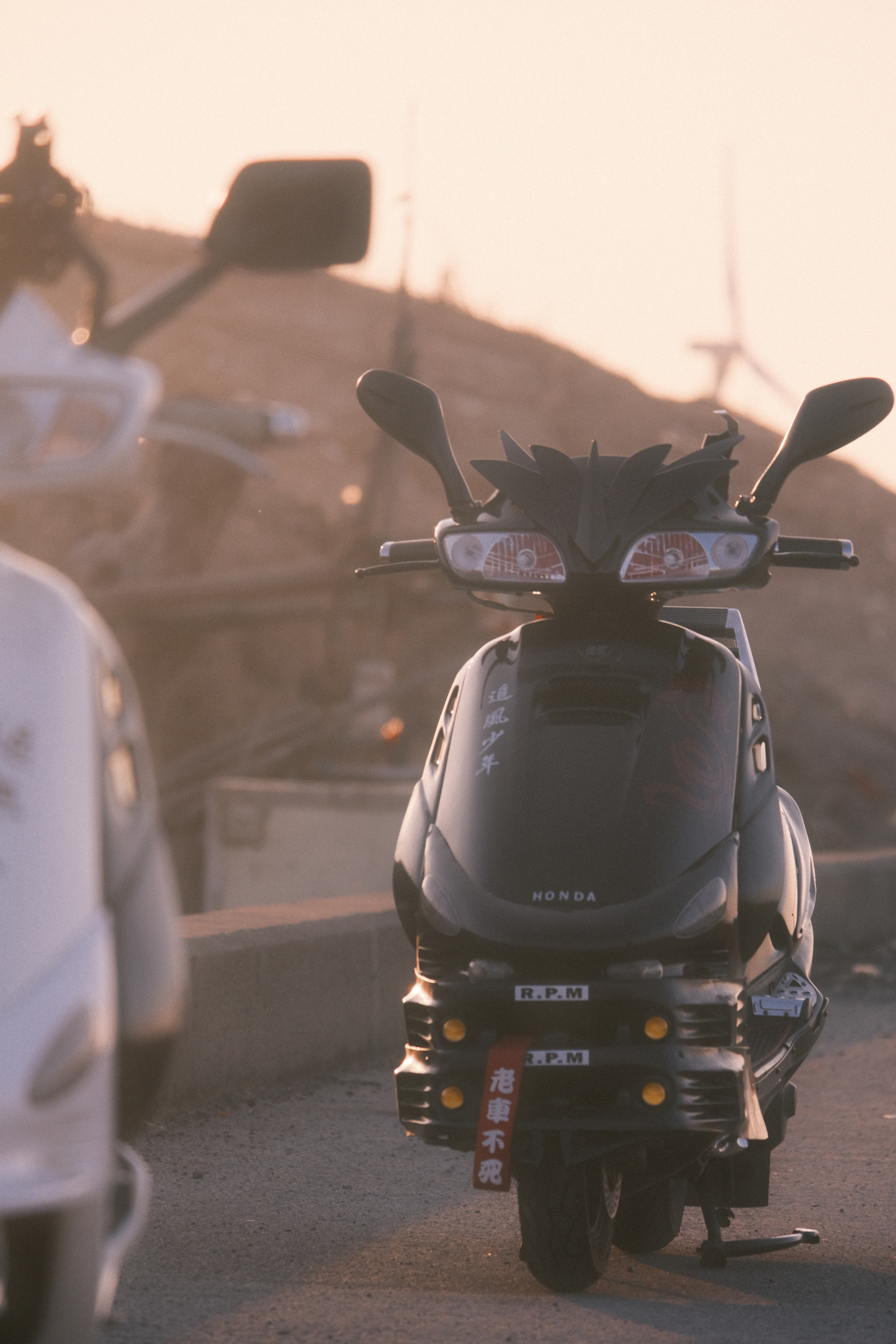
迪爵125改裝車。

1990年代中期，大匹騎著迪爵125以及豪邁125改裝車的年輕人出現，車上大多搭載無消音塞（俗稱砲管）的大支排氣管，並在前置物箱裝上改裝卡帶音響，延續了一部份來自1980年代的台灣速克達改裝風格，迪爵125及豪邁125的改裝風格大同小異，除了排氣管、音響及引擎動力方面，還有各種能見度高的外觀改裝，例如：印有明星肖像的後擋泥板、美式沙發椅墊、造型後靠背、全車空力套件、又或是將迪爵125及豪邁125的外觀件合體在一部車上，來自80年代光陽名流車系的空力套件和改裝型後貨架，也照樣被改上車。這群飆車族通常是成群結隊出現，且數量非常龐大，甚至在各地組成車隊，主要在公路上做出各種特技、撥放流行音樂、集體行駛等等，且無視交通規則，一直到2000年代才逐漸消聲匿跡。
迪爵125幫助奠定了台灣四行程機車改裝的基礎，在1990年代，聚眾飆車競速活動還是十分常見，且與1980年代相似，以直線加速賽為大宗。改裝過後的迪爵125，極速超過時速140到160公里的誇張紀錄時有耳聞，造成社會問題及噪音汙染，各地警察部門不時疲於取締。直到2010年代以前，迪爵125都還是台灣機車各式競速賽場上的常客，改裝技術純熟。同期熱門改裝車型有三陽迪奧50、光陽NSR150，一直到後來的山葉RS100等等。
不論是引擎動力、外觀等等，改裝市場上都充斥著相當多的套件，其因除了該車構造簡單、數量多、零件便宜之外，也包含了大多零件都可以與光陽豪邁125及其延伸車型共用的關係，使得零件流用性和市場普及程度更佳。

### 機車工業
迪爵125車系的生命週期及生產時間長達近二十年，其帶領台灣機車工業走向四行程125cc速克達的時代，使得一直到如今，台灣自主生產的部分國產機車，在各種設計結構方面，仍受到迪爵125的深遠影響。另外，迪爵125如今仍在許多機車相關技術教學單位，作為教學車或考試車繼續服役。迪爵125與豪邁125使用的水平式引擎，以及坐墊下置物空間（MET-IN）因受到歡迎，在1990年代後成為現代速克達機車的標準配備及設計指標。
迪爵125及豪邁125的激烈競爭，也刺激了台灣山葉在1992年引進同為四行程125cc級距，如今為人熟知的山葉Cygnus（迅光 Fuzzy）125，迅光125的表現也很大程度挽回了台灣山葉在引進上一代山葉Cygnus（迎光150）所失去的一部份對設計及製造四行程引擎車輛的聲譽。
三陽工業分別在2017年及2022年推出名為新迪爵125及全新迪爵125的新型車款，不過在車輛設計、外觀、性能等，兩者都與原迪爵125沒有明顯的相似或是直接的關聯，也不是基於原本車系開發的後繼車款。

## 外部連結
- 三陽工業官方網站 （页面存档备份，存于）
- 中華民國公路總局機車型號查詢 （页面存档备份，存于）